# Agències de l'Índia

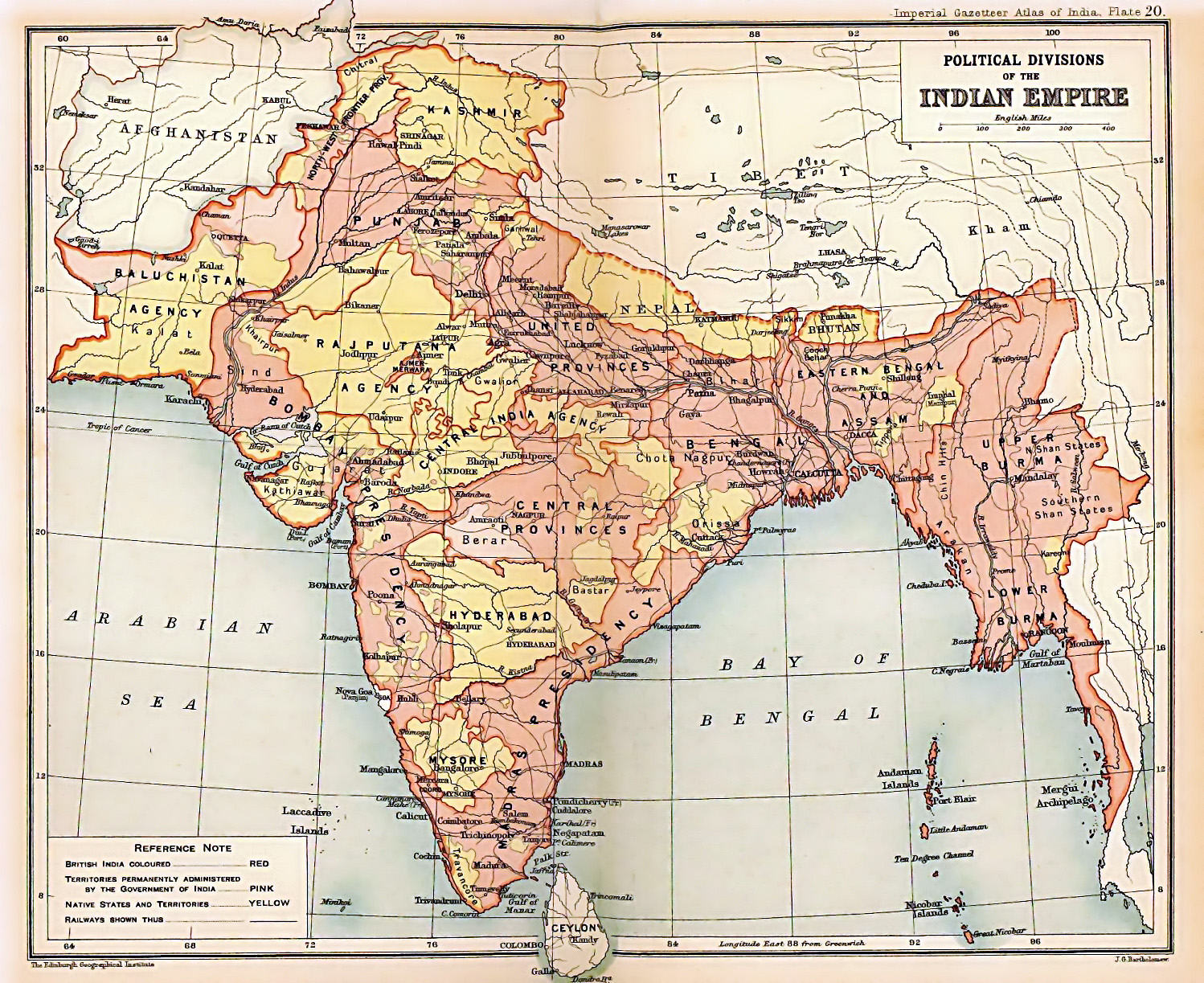
Mapa de l'Imperi Britànic indi publicat a l'"Imperial Gazetteer of India" (1909).

Les agències de l'Índia (britànica) eren territoris no incorporats a l'Índia Britànica, administrats per agents del governador general o dels governadors generals de les presidències o províncies, dels quals depenien els sobirans locals tributaris protegits. Hi va haver diverses agències, algunes de les quals van canviar el nom o van patir canvis jurisdiccionals:
- Les Agències (Maliahs)
- Agència d'Alwar (de l'agència de Rajputana)
- Agència de Bagelkhand 1871-1933
- Agència de Balutxistan
- Agència de Banas Kantha
- Agència de Baroda 1875-1899
- Agència de Baroda, Estats Occidentals i Gujarat 1944-1947
- Agència dels Estats de Bengala fins a 1933
- Agència Bhil, després Bhopawar
  - Subagència Bhil
- Agència de Bhopal 1818-1947
- Agència de Bhopawar 1882-1925 (unida a l'agència de Malwa conservant el nom fins a 1927)
- Agència de Bijapur (abans agència de Satara) (Jath i Daphlapur)
- Agència de Bikaner (de l'agència de Rajputana)
- Agència de Bundelkhand, creada el 1811
- Agència dels Estats de Chhattisgarh
- Agència dels Estats del Dècan 1933-1947
- Agència de Dharwar (formada únicament per l'estat de Savanur)
- Agència dels Estats Occidentals (WISA)
- Agència dels Estats Orientals 1933-1947
- Agència de la Frontera del Nord-est
- Agència de la Frontera del Nord-oest
- Agència de la Frontera del Sud-oest
- Agència de Gilgit 1889
- Agència dels Estats del Gujarat (abans agència de Surat)
- Agència d'Haraoti (de l'agència de Rajputana)
- Agència Haraoti-Tonk (de l'agència de Rajputana)
- Agència de l'Índia Central creada el 1854
  - Subagència de Guna (de la residència de Gwalior)
- Agència d'Indore
- Agència de Kaira
- Agència de Kathiawar
  - Agència de Kathiawar Occidental formada el 1924 amb els estats dels prants de Sorath i Halar
  - Agència de Kathiawar Oriental formada el 1924 amb els estats dels prants de Jhalawar i Gohelwar
  - Agència de Sabar Kantha, antiga agència de Palanpur més Kutch, des de 1924
- Agència de Khairpur
- Agència de Khandesh, després agència de Surat o del Gujarat
- Agència de Kolaba (Janjira i Savantvadi o Sawantwadi)
- Agència de Kolhapur (Agència de Kolhapur i del País Maratha Meridional)
- Agència de Kotah-Jhalawar (de l'agència de Rajputana)
- Agència de Kutch
- Agència dels Estats de Madras 1933-1947
- Agències Maliahs
- Agència de Mahi Kantha
- Agència de Malwa abans de 1895 i de 1927 a 1934
- Agència de Malwa i Bhopawar 1895-1925
- Agència de Malwa Occidental
- Agència de Malwa i dels Estats Meridionals 1934-1947
- Agència del País Maratha Meridional (Agència dels Estats Marathes Meridionals o del Sud)
- Agència Meriah 1836-1861, a les zones poblades pels khonds al districte de Ganjam
- Agència de Nasik (únicament l'estat de Surgana o Surgana i Jawhar)
- Agència d'Orissa (Agència dels Estats d'Orissa) 1905-1933 (Estats Tributaris d'Orissa)
- Agència de Palanpur 1819-1924 (a la WISA el 1924)
- Agència dels Estats del Panjab 1933
- Agència de Poona abans part de Satara (Bhor)
- Agència de Rajputana (tres residències i cinc agències)
- Agència dels Estats de Rajputana Occidental (de l'agència de Rajputana, 1906 segregada de la residència de Mewar amb Banswara, Partabgarh i Dungarpur i Kushalgarh)
- Agència dels Estats de Rajputana Oriental (de l'agència de Rajputana)
- Agència de Rewa Kantha
- Agència de Sabar Kantha
- Agència de Satara (després segregada l'agència de Bijapur, va quedar amb Aundh i Phaltan)
- Agència dels territoris de Saugor i Nerbudda, 1820-1835 i 1843-1853
- Agència de Sholapur abans part de Satara, (només Akalkot)
- Agència dels Estats de les Muntanyes de Simla, 1816-1933
- Agència de Surat (abans de Khandesh) formada per Dharampur, Bansda, Sachin i els Dangs.
- Agència de Thana, estat de Jawbar

Un resident exercia jurisdicció sobre un estat (a vegades sobre un grup). Quan un resident no tenien cap agent per sobre exercia a més a més funcions d'agent; generalment exercia autoritat sobre algun altre estat però hi havia alguns agents que només tenien jurisdicció en un estat i eren de fet simples residents, però en no tenir cap superior per aquesta circumstància tenien el títol d'agents. Les principals grans residències foren:
- Residència de Baroda (de 1875 a 1899 agència)
- Residència de Gwalior
- Residència d'Indore
- Residència de Kolhapur
- Residència de Mewar (el 1906 se li va segregar l'agència d'Estats de Rajputana Occidental amb Banswara, Partabgarh i Dungarpur i Kushalgarh)
- Residència dels Estats de Rajputana Occidental (Jodhpur, Jaisalmer i Sirohi)
- Residència del Golf Pèrsic